# Mitin de Écija

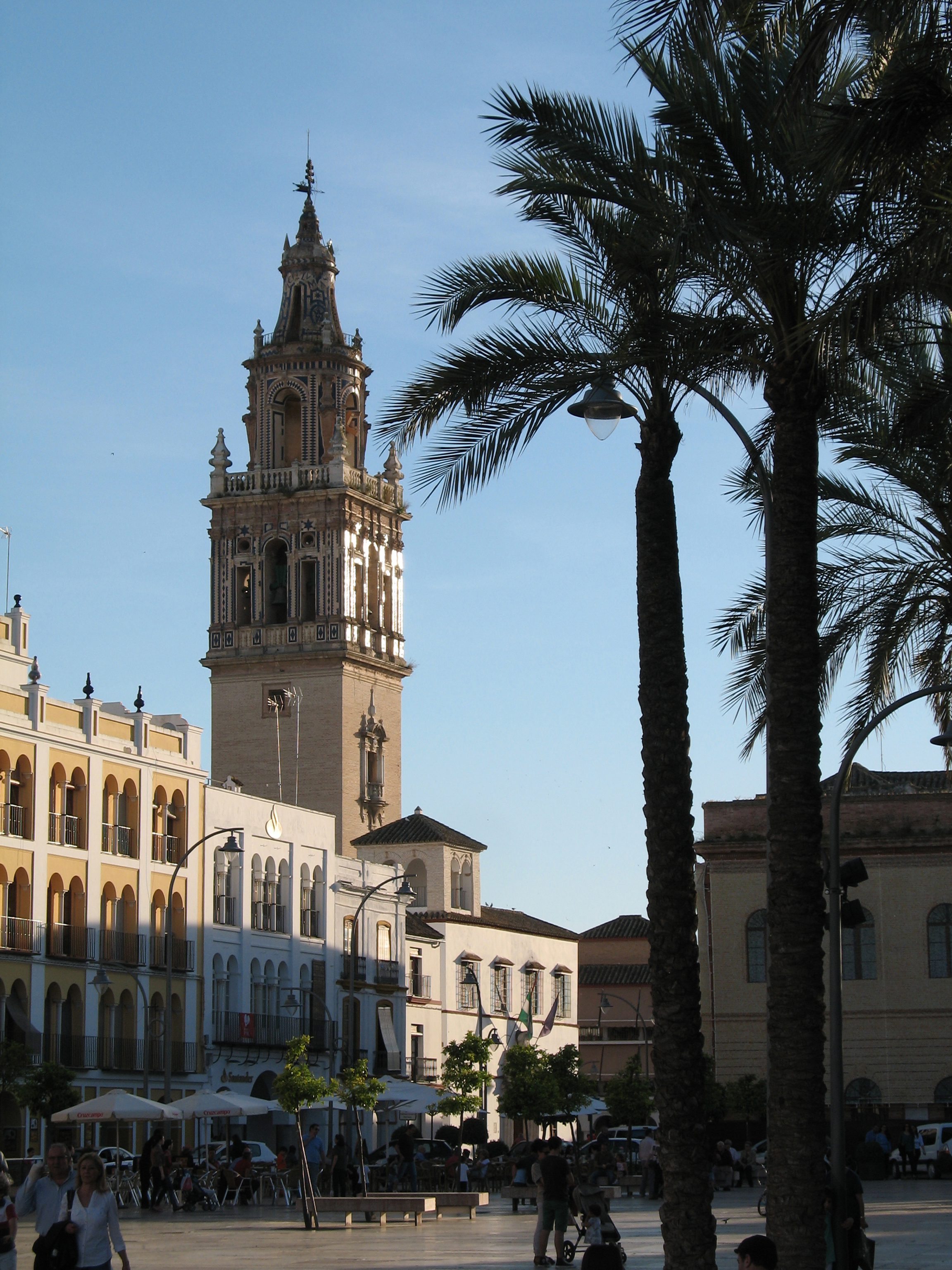
Vista de una plaza de Écija en la actualidad, con la torre de Santa María al fondo.

El mitin de Ecija fue un accidentado mitin socialista que se celebró en la plaza de toros de la localidad de Écija (provincia de Sevilla, España) el domingo 31 de mayo de 1936, durante el periodo de gobierno del Frente Popular en la Segunda República Española. El mitin lo había convocado el sector centrista del PSOE y su principal orador iba a ser su líder Indalecio Prieto, pero este no llegó a poder dirigir la palabra a los asistentes porque el acto fue boicoteado por los socialistas del sector radical del PSOE que encabezaba Francisco Largo Caballero. Prieto y sus acompañantes tuvieron que abandonar Écija en coche a toda prisa para evitar ser agredidos. Un disparo alcanzó el automóvil en el que huían rompiendo una de sus lunas. No hubo ningún muerto ni ningún herido grave, pero sí muchos contusionados entre los centristas apaleados por los caballeristas, en su mayoría miembros de las Juventudes Socialistas Unificadas que habían acudido desde la capital sevillana para reventar el acto. Lo que aconteció en Écija se considera el clímax del enfrentamiento entre los dos sectores socialistas que había comenzado en diciembre de 1935 con la salida de la ejecutiva del PSOE de Largo Caballero y de sus partidarios y que se había acentuado a principios de mayo de 1936 por la oposición del sector caballerista a que Indalecio Prieto fuera nombrado presidente del gobierno por el presidente de la República Manuel Azaña. «Lo que ocurrió fue penoso, efecto y causa al mismo tiempo de la confusión que dominaba a la clase política y de la brutalidad en que el país se debatía», ha afirmado Luis Romero.

## Antecedentes
Largo Caballero se oponía a la reedición del gobierno de coalición de los republicanos de izquierda y de los socialistas del primer bienio, que Prieto quería reeditar con el apoyo de Azaña, porque consideraba que la vía reformista estaba agotada. Propugnaba en su lugar el entendimiento entre las «organizaciones obreras» para esperar el momento en que el fracaso de los «burgueses republicanos» facilitara la conquista del poder por la «clase obrera». Y esa fue la línea que se impuso en UGT donde el sector caballerista gozaba de la mayoría, mientras la línea prietista se hacía con la ejecutiva del PSOE, aunque el grupo parlamentario socialista de las Cortes estaba controlado por Largo Caballero así como la importante Agrupación Socialista Madrileña (esta última había aprobado la «dictadura del proletariado» y «la conquista del Poder político por la clase trabajadora y por cualesquiera medios que sean posibles», así como la unificación del PSOE con los comunistas). Largo Caballero contaba además con el apoyo incondicional de las Juventudes Socialistas Unificadas, resultado de la fusión de las juventudes socialistas y comunistas. Asimismo el Partido Comunista de España (PCE) compartía su proyecto de constituir el «partido único del proletariado» que encabezaría la revolución socialista y que resultaría de la fusión de los partidos socialista y comunista, para lo que no dudaba en plantearse depurar el PSOE de «todos los elementos enemigos de la revolución» (en clara alusión al sector socialista encabezado por Prieto).
Por su parte Indalecio Prieto, tras su intento de ocupar la presidencia del gobierno frustrado por la oposición del caballerismo, acentuó la crítica contra sus postulados. En unas declaraciones a la prensa en Barcelona el 16 de mayo puso en cuestión uno de ellos, tal vez el principal: «la apreciación de que el desgaste de los gobiernos republicanos lleva como consecuencia obligada una solución en virtud de la cual sean los socialistas los que exclusivamente ocupen el poder, constituye una falta de visión política. El fracaso de los gobiernos republicanos, en que, por lo que se ve, se confía imprudentemente, reportaría el fracaso del Frente Popular íntegro, tanto de los que están en el poder como de los que no estamos». Al día siguiente, 17 de mayo, en un mitin celebrado en Ejea de los Caballeros, donde Prieto estuvo escoltado por los milicianos de «La Motorizada» que acallaron los vivas a Largo Caballero y al «Lenin español» ―como también le llamaban sus partidarios― que dieron algunos de los asistentes, volvió a atacar directamente a los caballeristas por estar impregnados, según Prieto, de un «revolucionarismo infantil», y a  insistir de nuevo en lo que había declarado en Barcelona. En el mitin de Ejea de los Caballeros hablaron también Manuel Albar y Ramón González Peña y para apoyar a Prieto también asistieron Juan Negrín y Juan Simeón Vidarte, todos ellos opuestos al sector caballerista.
Pero estas críticas no hicieron ninguna mella en el sector caballerista que no modificó en absoluto sus posiciones. Solo unos pocos días después del mitin de Prieto en Ejea de los Caballeros, Largo Caballero afirmó en Cádiz: «Cuando el Frente Popular se derrumbe, como se derrumbará sin duda, el triunfo del proletariado será indiscutible. Entonces estableceremos la dictadura del proletariado». El 31 de mayo, el mismo día en que se iba a celebrar el mitin prietista en Écija, Largo Caballero dijo en un mitin en Zaragoza —en el que también participó el secretario general de los comunistas José Díaz que había hablado de la lucha para constituir el «partido único del proletariado», en la que «estamos ayudados por el camarada Largo Caballero»— que «una intervención socialista en el Gobierno» «sería la peor solución». Y añadió: «como he dicho algunas veces, si ellos [los republicanos] reconocen que ese programa [del Frente Popular] no lo pueden cumplir, entonces habrá que modificarlo y hacer otro en las condiciones que deseaba la clase trabajadora, para que esta pueda en su día, si es necesario, intervenir para modificar toda la estructura económica del país».

## El mitin
El mitin fue organizado por el diputado socialista prietista por Sevilla Manuel Barrios, nacido en Écija, población que contaba con una de las agrupaciones socialistas más numerosas de la provincia. No se anunció en la ciudad de Sevilla para evitar que pudiera ser boicoteado por los caballeristas o por los miembros de las JSU, pero estos lograron enterarse y muchos de ellos acudieron a la plaza de toros de Écija donde se iba a celebrar el mitin para reventar el acto —los jóvenes uniformados de las JSU habían sido convocados a ir a Écija por «la causa del marxismo-leninismo» y para hacer «frente al podrido reformismo y centrismo»—. Estaba previsto que hablaran primero los dos líderes de la Revolución de Asturias, Belarmino Tomás y Ramón González Peña, y que cerrara el acto Indalecio Prieto. Cuando llegaron a la plaza se encontraron con grupos de jóvenes uniformados, con camisas rojas los socialistas y con camisas azules celeste los comunistas. Pronto adoptaron estos una actitud provocadora y empezaron a dar vivas a coro a «¡Largo Caballero!» y al diario caballerista «¡Claridad!, intentando impedir que Belarmino Tomás, el primer orador, pudiera dirigirse a los allí congregados, que en su mayoría le aplaudían. Tomás recordó su trayectoria en la Revolución de Asturias para hacerlos callar ―e incluso llegó a elogiar la figura de Largo Caballero― pero los alborotadores respondieron con gritos de «UHP» ―la consigna de los obreros asturianos― coreados rítmicamente. Belarmino les respondió: «Ese grito es el nuestro, pero hasta la consigna gloriosa de UHP la habéis desfigurado…», pero no pudo continuar porque los saboteadores cortaron los cables de los altavoces. Al mismo tiempo algunos de ellos intentaron hundir la tarima desde la que hablaban los oradores. También les gritaron «socialfascista» tanto a Berlamino Tomás como a González Peña y a Prieto.
Intervino  Manuel Barrios para calmar los ánimos y para ello, como ya había hecho Belarmino Tomás, elogió a Largo Caballero. A continuación anunció a voz en grito que iba a tomar la palabra «el camarada González Peña, que se jugó la vida por la idea» y que «va a hablaros en nombre de Asturias». Aunque la mayoría de los asistentes aplaude el sector que ha acudido al mitin a reventarlo comienza a vociferar impidiendo que se le oiga. En ese momento un individuo de los tendidos saca una pistola y varios de los asistentes se abalanzan sobre él y lo golpean con furia. Alguien propone lincharlo. El tumulto se extiende y Barrios tiene que dar por concluido el acto, pero eso no impide que algunos jóvenes vestidos con camisas rojas se dirijan hacia la tribuna  de oradores mezclando las amenazas y los insultos con vivas a Largo Caballero. En el momento en que Prieto y sus acompañantes se disponían a marcharse por los corrales, el lugar por donde habían accedido a la plaza, sonaron unos disparos procedentes de allí. Los jóvenes guardaespaldas de Prieto, milicianos de «La Motorizada», los rodearon para protegerlos. Arropados también por otros militantes socialistas y por agentes de policía consiguieron salir de la plaza mientras les arrojaban piedras y botellas de gaseosa, una de las cuales impactó en uno de ellos rompiéndole un brazo. Pero las agresiones continuaron fuera de la plaza —Juan Negrín, que también había acudido al mitin, sufrió varios golpes— y el coche donde consiguieron huir Prieto y sus acompañantes  fue apedreado y tiroteado. Una de las balas impactó en una ventanilla. El coche donde iba el secretario de Prieto, Víctor Salazar, fue alcanzado por sus perseguidores que habían salido detrás de él montados en camionetas. Salazar y sus acompañantes fueron vejados, agredidos y «hechos prisioneros». Llevados de vuelta a Écija fueron liberados por dos guardias civiles, pero tuvieron que refugiarse en el ayuntamiento, y la situación no se normalizó hasta que llegó un destacamento de guardias de asalto.
El presidente de la República Manuel Azaña escribió a su cuñado Rivas Cherif el 6 de junio: «El otro día, se salvaron de milagro Prieto, González Peña y Belarmino, a quienes quisieron asesinar en un mitin socialista en Écija. Parece que los agresores eran de los extremistas del partido, que encuentran poco revolucionario a González Peña y siguen a Araquistáin y Baraibar. El mundo es ansí».
Años más tarde Indalecio Prieto recordó la actuación de los jóvenes de «La Motorizada» y especialmente, sin mencionarlo, la de Luis Cuenca, quien sería el asesino de Calvo Sotelo: «A varios de entre ellos, y de modo singular a uno que después sucumbió heroicamente en las cumbres de Somosierra frente a los militares sublevados, debo yo el haber salido con vida del mitin de Écija».

## Repercusiones
La extraordinaria gravedad de lo sucedido en Écija fue destacada por el diario prietista El Socialista que se lamentó de que «la fraternidad socialista ha sido ensangrentada por una prole de cainitas». Pero los dirigentes caballeristas no solo no condenaron los hechos, a pesar de que uno de los miembros de la ejecutiva de la UGT así lo pidió ―recordando que sí se había condenado el atentado contra Jiménez de Asúa—, sino que los justificaron al considerarlos una reacción a las «provocaciones» de los oradores contrarias a la línea revolucionaria —el caballerista Carlos Hernández dijo: «la Unión tiene determinada una táctica contra la cual se manifestaron los oradores dando lugar con ello a la protesta»; por su parte el miembro de la ejecutiva que había propuesto la condena se vio obligado a dimitir―.
El periódico caballerista Claridad lamentó «lo ocurrido en Écija», pero añadió que había estado motivado por el «descontento y malestar que la inmensa mayoría del Partido Socialista siente desde hace tiempo hacia unos organismos directivos por los cuales no se considera representada». La respuesta de El Socialista fue furibunda:

Claridad podrá injuriar, mentir desvergonzadamente, soliviantar unos ánimos contra otros. Todo eso es lo suyo. Dolerse de infamias como las de Écija, no. […] Lo de Écija, y lo de antes de Écija, y lo que venga después de Écija, es obra exclusiva de Claridad y sus alentadores. Carguen con su gloria o con su vergüenza ―que suya es― y déjense de unas lamentaciones que trascienden a sarcasmo miserable.

Las JSU adoptaron la misma posición que la dirección de UGT y Claridad pero su secretario general Santiago Carrillo aún fue más lejos ya que habló abiertamente de la necesidad de «depurar» el partido socialista para constituir el «partido bolchevique», «el partido único del proletariado», resultado de la fusión del PSOE y del PCE. (Los comunistas, por su parte, también alentaban a los caballeristas a «depurar al Partido Socialista» de los «elementos» que no «tienen una línea revolucionaria», de los «que quieren conducir al proletariado a la colaboración con la burguesía», para hacer posible la formación del «Partido Único Revolucionario del Proletariado», del «partido único marxista-leninista»).
Tras el mitin de Écija, «la escisión política del socialismo estaba consumada», concluye José Manuel Macarro Vera. A mediados de junio un diputado socialista por Málaga llamaba a los redactores de El Socialista «lacayos de la burguesía». Por esas mismas fechas el nuevo gobernador civil de Sevilla se encontró con que fueron a darle la bienvenida por separado dos delegaciones del PSOE, una caballerista y otra centrista.